# Parallelia monogona
Parallelia monogona là một loài bướm đêm trong họ Erebidae.